# Ifukube Akira

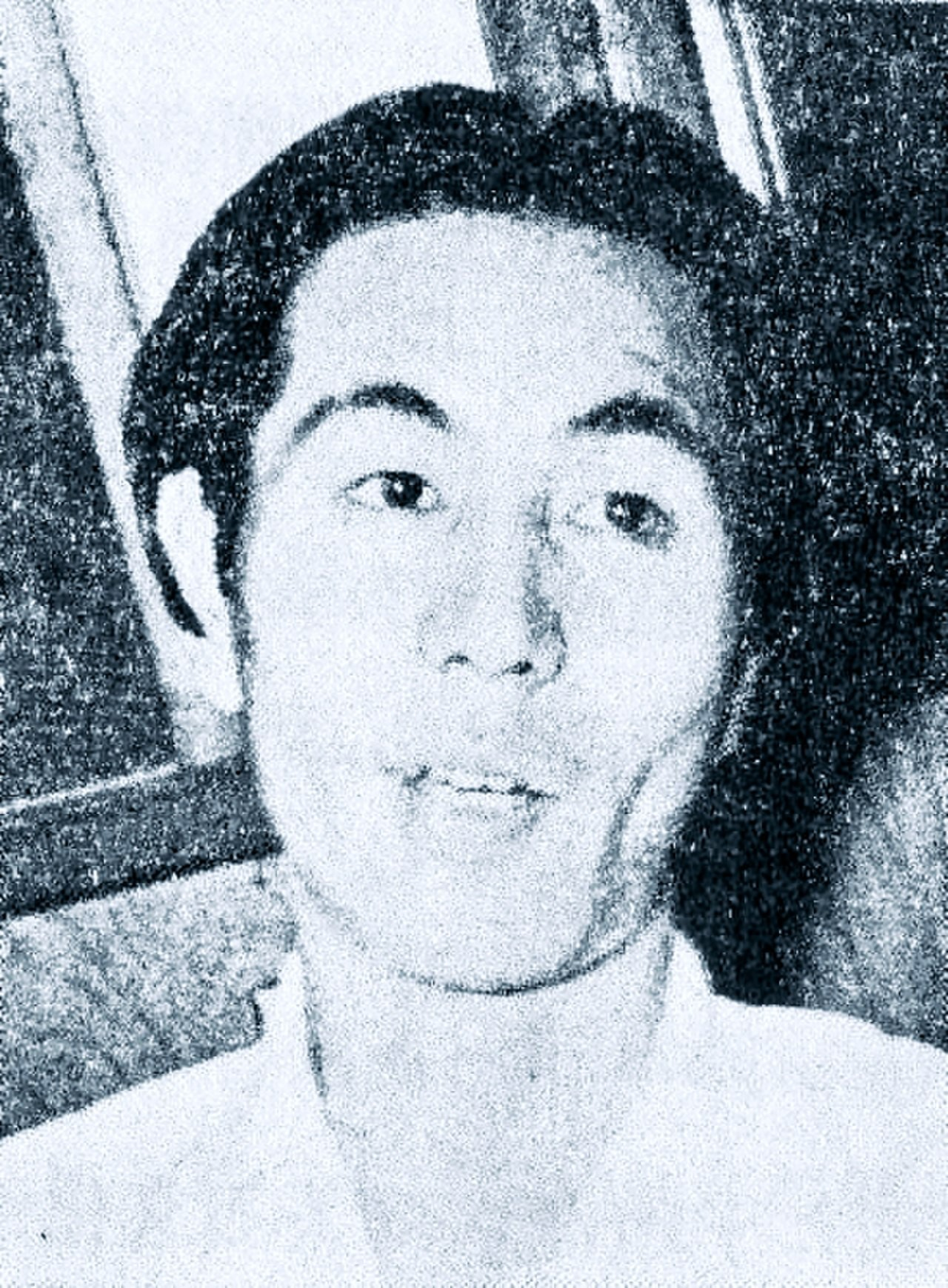
Akira Ifukube, 1956

Ifukube Akira (japanisch 伊福部 昭; * 31. Mai 1914 in Kushiro, Hokkaidō, Japan; † 8. Februar 2006 in Tokio), auch als Akira Ifukube geführt, war ein japanischer Komponist. International ist er vor allem durch seine Kompositionen zu Kaijū-Filmen bekannt geworden.

## Leben
Sein Geburtsort ist die Insel Hokkaidō. Diese Region ist eines jener Gebiete, in der noch Ainu, ein indigenes japanisches Volk, leben. Als kleiner Junge lauschte er ihrer Musik, und sie beeinflusste ihn so sehr, dass sich die Kreativität dieser ursprünglichen Musik auch in seinen eigenen Werken, die er wesentlich später komponierte, wiederfand.
Zuerst studierte Ifukube Forstwirtschaft an der Universität Hokkaido.
Nachdem er als 14-Jähriger Igor Strawinskys Le sacre du printemps gehört hatte, entschloss er sich, sich der Musik zu widmen. Er brachte sich autodidaktisch das Violinspiel bei und – zunächst – ebenso das Komponieren. Sein erstes Werk, die Bon Odori Suite für Klavier, ließ schon aufhorchen, obwohl er ja nur in seiner Freizeit komponierte. 1935 gelang ihm dann der Durchbruch mit dem Orchesterwerk Japanese Rhapsody, mit dem er auf dem von Alexander Tscherepnin, der gerade nach Shanghai emigriert war, initiierten internationalen Wettbewerb für junge Komponisten einen ersten Preis gewann. In der Wettbewerbs-Jury saßen Albert Roussel, Arthur Honegger, Alexandre Tansman, Tibor Harsanyi, Pierre Octave Ferroud und Henri Gil-Marchex, die ein einstimmiges Urteil fällten. Die Uraufführung war 1936 durch das Boston People’s Orchestra unter der Leitung von Febian Sevitsky. Als Jean Sibelius 1939 der ersten Aufführung in Helsinki beiwohnte, war die Skepsis gegen japanische Komponisten, deren Werk kaum im Ausland und erst recht nicht in Europa aufgeführt wurde, beseitigt.
1936 studierte er moderne westliche Komposition, zu der Zeit, als Alexander Tscherepnin in Japan weilte.
Nachdem er seine Studiengänge (Forstwirtschaft und Musik) abgeschlossen hatte, war er zunächst als Förster tätig. Im Zweiten Weltkrieg diente er in der kaiserlichen Armee. Dort machte er aber auch Studien der Elastizität und des Vibrationsverhaltens von Holz.
Nach dem Zweiten Weltkrieg begann er 1946 als Dozent an der Nihon University College of Art. Hier blieb er bis 1953 und schrieb erstmals Werke für den Film (The End of the Silver Mountains), speziell für die Tōhō-Studios. Seine Filmmusik war sehr schnell äußerst begehrt, da sie sich durch großen Einfallsreichtum sowie die Symbiose von fernöstlichen und westlichen Elementen auszeichnete.
Ein Meilenstein war sicherlich die Musik zu Godzilla (Gojira), einem Science-Fiction-Film von Ishirō Honda, der ihm internationale Reputation im Bereich der Filmmusik einbrachte. Das war der Beginn einer „unendlichen“ Kompositionsgeschichte für den Film: Mehr als 250 Partituren entstanden seit Mitte der 1950er Jahre. In Japan genießt er genauso viel Ansehen wie ein John Williams, Aaron Copland, Miklós Rózsa oder Bernard Herrmann in den USA.
Auch wenn die Filmmusik ihm ein finanziell sorgenfreies Leben ermöglichte, galt sein Herz doch der Tätigkeit als freischaffender Komponist. 1974 kehrte er als Professor an das Tokyo College of Music zurück. Ein Jahr später wurde er gar Präsident des Colleges. 1987 betätigte er sich noch als Professor emeritus und Präsident der ethnomusikologischen Abteilung des Colleges. Er veröffentlichte ein 1000-seitiges Buch über Musiktheorie und Orchestration.
1957 gewann er mit der Filmmusik von Mahiru no ankoku den Preis des Mainichi Eiga Concours. 1979 wurde er für die Filmmusik Ogin-sama und 1995 für die Filmmusik Gojira tai Mosura für den japanischen Filmpreis der Japanese Academy Awards nominiert.

## Auszeichnungen
- 1980: Verdienstorden am purpurnen Band
- 1987: Orden des Heiligen Schatzes 3. Klasse
- 1996: Nihon Bunka Design Taishō (日本文化デザイン大賞, dt. „Großer japanischer Design-Preis“)
- 2003: Bunka Kōrōsha (文化功労者, dt. „Person mit besonderen kulturellen Verdiensten“)
- 2006: 48. Japan Record Award, Sonderkategorie
- 2006: Folgender 4. Hofrang mit Übergabe eines Paares Silberbecher, die Ordensstatus besitzen
- 2007: 30. Japanese Academy Award, Sonderpreis des Vorsitzenden
- 2018: Benennung eines Asteroiden nach ihm: (55223) Akiraifukube

## Werk
| - 1935 Japanese Rhapsody 1. Nocturne 2. Fete - 1937 Triptyque Aborigine 1. Payses Tempo di JIMKUU 2. TIMBRE nom regional 3. PAKKAI Chant d'AINO - 1941 Symphony Concertante für Klavier und Orchester 1. Vivace meccanico 2. Lento con malinconia 3. Allegro barbaro - 1943 Ballata Sinfonica for Orchestra 1. Prima Ballata: Allegro capriccioso 2. Seconda Ballata: Andante rapsodico - 1944 Overture Festiva "Sa Bago Filipinas" - 1944 Prelude du Soldat - 1948/1971 Rapsodia Concertante per Violino ed Orchestra 1. Adagio – Allegro 2. Vivace spiritoso - 1951/rev.1984 Ballet Music 'Drumming of Japan' (Jakomoko Janko) - 1953/rev.1991 Japanese Suite 1. Bon-Odoroi, Nocturnal Dance of the Bon Festival 2. Tanabata, Fete of Vega 3. Nagashi, Profane Minstrel 4. Nebuta, Funeral Ballad - 1954/rev.1979 Sinfonia Tapkaara 1. Lento-Allegro 2. Adagio 3. Vivace - 1961 Ritmica Ostinata per Piano ed Orchestra da camera - 1963 The Little Prince and the 8-Headed Dragon Symphonic Suite - 1972/rev.1983 Rondo in burlesque (March Gathering) für japanische Trommel und Orchester - 1982 Elogue Symphonique pour Koto a vingt cordes et Orchestra - 1983 Symphonic Fantasia No. 1 (Godzilla Fantasia) - 1983 Symphonic Fantasia No. 2 - 1983 Symphonic Fantasia No. 3 - 1986 Ostinato - 1988/rev.1989 Symphonic Ode: Gotama The Buddha in Pali Language: Siddharta In Kapilavastu (Acintiya Buddha) - 1991 Godzilla Vs. King Ghidora Symphonic Fantasy 1. Preludio 2. Dinosaur 3. Lagos 4. Emi 5. Kingghidora 6. Marcia 7. Godzilla - 2000 Kushiro Marshland Symphonic Tableaux 1. Summer 2. Autumn 3. Winter 4. Spring - Meditation At Bodh Gaya - 1986 Lauda Concertata für Marimbaphon und Symphonisches Blasorchester - 1946 Ancient Minstrelsies Of Gilyak Tribes - 1949 Three Lullabies among the Native Tribes on Sakhalin Island 1. bu: lu: Bu: Lu: 2. buppun lu: 3. umpri ja: ja: - 1985 Sonata für Violine und Klavier 1. Allegro 2. Cantilena, Andante 3. Allegro vivace - Kugoka für Harfe Solo - Vocal Album für Klavier und Pauken - Suite für Klavier - 1960 Ai Ai gomteira für Sängerin oder Sänger - 1956 Eclogues After Epos Among Aino Races für Sopran Solo und 4 Pauken - 1960 A Shanty Of The Shiretoko Peninsula für Bass Solo mit Klavier – Text: Genzo Sarashina - 1988 Ode "The Sea Of Okhotsk" für Sopran, Fagott, Kontrabass und Klavier – Text: Genzo Sarashina - 1992 The Lake Kimtaankamuito für Sopran, Viola und Harfe – Text: Genzo Sarashina - 1994 Five Poems After "Inaba Manyo" für Sopran, Alt-Flöte und 25-Saiten Koto – Text: Ōtomo no Yakamochi und Otomo no Sakanoue no Iratsume - Ao Saghi (Airone grigio) für Sopran, Oboe, Klavier und Kontrabass – Text: Genzo Sarashina - La Fontaine Sacree für Sopran, Viola, Fagott und Harfe – Text: Akira Ifukube - 1948/1987 SALOME Ballett - 1966 Nobunaga Oda: The Incident at Honnoji Temple - 1995 Ballet "Drumming of Japan" 1. Preludio / Andantina 2. Lento 3. Allegro 4. Allegro - Renegade Son - Chivalry on the Kiso Highway: Shinza Nakanori - Virgin Snow on Nanbuzaka (from "Chushingura") - The Last Shogun, Yoshinobu Tokugawa - The Life and Opinion of Masseur Ichi - Yanagi - The Origin of the Ridge at Sanjūsangen-dō Hall (Sanjusangendo Mune no Yurai) - 1967 Toka - 1969 Kugoka | - 1947 Snow Trail - 1948 The Woman in the Typhoon Area (Taifuken no Onna) - 1948 The Prime Minister and the Clerk (Shacho to Onna-tenin) - 1949 Jakoman and Tetsu (Jakoman To Tetsu) - 1950 Deceptively Attired (Itsuwareru Seiso) - 1951 The Tale of Genji (Genji Monogatari) - 1952 Die Kinder von Hiroshima (Genbaku No Ko) - 1953 Die Sage von Anatahan (Anatahan) - 1954 The Tale of Shunkin (Shunkin Monogatari) - 1954 Cape Ashizuri (Ashizuri Misaki) - 1954 Godzilla (Gojira) - 1955 Wolf (Okami) - 1955 Black Belt Sangokushi (Kuro-obi sangokushi) - 1955 Jochukko - 1955 Double Suicide at Shirogane (Gin shinjū) - 1956 A Will o' the Wisp (Onibi) - 1956 The Burmese Harp - 1956 The Good-Natured Couple (Kohjinbutsu No Fufu) - 1956 Ninjitsu (Yagyu Bugeicho) - 1956 Die fliegenden Monster von Osaka (Sora no daikaijû Radon) – Nur japanische Originalfassung - 1957 On the Ground (Chijo) - 1957 The Detested (Nikui mono) - 1957 Futaridake No Hashi (A Bridge for Two) - 1957 The Final Escape (Saigo No Dasso) - 1957 The Martial Arts Journal of the Yagyu School: The 2-Headed Dragon Secret Sword (Yagyu Bugeicho Soryu Hiken) - 1957 Downtown (Shitamachi) - 1957 Weltraumbestien (Chikyu Boei-Gun) - 1958 The Martial Arts Journal of the Yagyu School: Ninjitsu (Yagyu Bugeicho Ninjitsu) - 1958 Varan – Das Monster aus der Urzeit (Daikaijū Baran) – Nur japanische Originalfassung - 1958 Big Boss (Ankokugai no Kaoyaku) - 1959 Tear Down Those Walls (Sono Kabe Wo Kudake) - 1959 Aru Kengo no Shogei (The Life of a Great Swordsman) - 1959 The Three Treasures (Nippon Tanjo) - 1959 Krieg im Weltenraum (Uchu Daisenso) - 1960 Shinran (The New Bird from Heaven) - 1960 Shinran – The Sequel - 1960 The Baruchan Project (Baruchan Purojiekuto) - 1960 Osaka-jo Monogatari (Osaka Castle Story) - 1961 Renegade Son (Hangyakuji) - 1961 Our Son (Futari no Musuko) - 1962 Whale God (Kujira Gami) - 1962 The King (Osho) - 1962 Chushingura - 1962 Die Rückkehr des King Kong (Kingukongu tai Gojira) – Nur japanische Originalfassung - 1963 Wanpaku Oji no Orochi Taiji (The Little Prince and the Eight-headed Dragon) - 1963 Buddha (Shaka) - 1963 U 2000 – Tauchfahrt des Grauens (Kaitei Gunkan) - 1964 The Imperial Bank Incident – Death Row Prisoner (Tegin Jiken Sikeishu) - 1964 Godzilla und die Urweltraupen (Mosura tai Gojira) - 1964 X 3000 – Fantome gegen Gangster (Uchu Daikaiju Dogora) - 1964 Ghidrah – The Three-headed Monster (San Daikaiju Chikyu saidai no Kessen) - 1965 The Japanese Archipelago (Nihon Retto) - 1965 Frankenstein – Der Schrecken mit dem Affengesicht (Furankenshutain tai Chitei Kaiju Baragon) - 1965 Befehl aus dem Dunkel (Kaiju Daisenso) - 1966 Daimajin - 1966 Daisatsujin Orochi - 1966 Daimajin Ikaru - 1966 Frankenstein – Zweikampf der Giganten (Furankenshutain no Kaiju Sanda tai Gaira) - 1966 Daimajin Gyakushū - 1966 Thirteen Thousand Suspects (Ichiman Sanzennin no Yogisha) - 1966 The Adventures of Taklamakan (Kigan-jo no Boken) - 1967 King Kong – Frankensteins Sohn (Kingukongu no Gyakushu) - 1968 Wakamono yo Chosen seyo - 1968 Frankenstein und die Monster aus dem All (Kaiju Soshingeki) - 1969 U 4000 – Panik unter dem Ozean (Ido Zero Daisakusen) - 1969 Sky Scraper - 1970 Shokon Ichidai Tenka no Abarenbo - 1970 Monster des Grauens greifen an (Gezora-Ganime-Kameba: Kessen! Nankai no Daikaiju) - 1972 Frankensteins Höllenbrut (Chikyu Kogeki Meirei Gojira tai Gaigan) - 1973 Human Revolution (Ningen kakumei) - 1974 Sandakan, Haus Nr. 8 (Sandakan Hachiban Shokan Bokyo) - 1974 Oh Wolf, Slay the Setting Sun! (Okami yo, Rakujitsu o Kire) - 1975 Die Brut des Teufels (Mekagojira no Gyakushu) - 1977 Lady Ogin (Ogin sama) - 1991 Godzilla – Duell der Megasaurier - 1992 Godzilla – Kampf der Sauriermutanten - 1993 Godzilla gegen MechaGodzilla II - 1995 Godzilla gegen Destoroyah - Buraiken - Crazy Uproar - Eleven Samurai - Free School (Jiyu Gakkou) - Muhomatsu no Issho - Sakuma Dam Part I (Sakuma Damu Daichibu) - Sakuma Dam Part II (Sakuma Damu Dainibu) - Sakuma Dam Part III (Sakuma Damu Daisanbu) - Scoundrels of the Sea (Umi No Yarodomo) - Shin Zatoichi Monogatari: Kasama no Chimatsuri - Tajoken - The Spy: The Clown Hidden in the Fog - The Story of Tokugawa Ieyasu - The Thirteen Assassins - The Woman Running on the Shore (Nagisa o Kakeru Onna) - Zatoichi: Masseur Ichi on the Road - Zatoichi, Nidangiri - Zatoichi, The Blind Swordsman & The Chess Expert - Zatoichi, The Blind Swordsman's Revenge (Zatoichi no Uta ga Kikoeru) - 1933 Suite Japonaise für 20-Saiten Koto - 1967 Toka für 20-Saiten Koto - 1969 Kugo-Ka für 25-Saiten Koto - 1970 Toccata für 20-Saiten Koto - 1973 Bintatara per 16 strumenti di Giappone - 1979 Mono yu mai Solo ode für 20-Saiten Koto - 1980 Genka für 20-Saiten Koto - 1997 Chant de la Serinde für 25-Saiten Koto - 1999 Pipa Xing für 25-Saiten Koto - 2001 Ballata Sinfonica for Treble and Bass 25 String Koto |